# Monte Babuna
El monte Babuna es una montaña situada en Macedonia del Norte que separa el valle del río Vardar del de Pelagonia.